# Big Ten Conference

Unternehmenslogo der Big Ten Conference

Ausdehnung der Big Ten Conference

Die Big Ten Conference ist eine der ältesten Ligen des Universitätssports in den USA. Die Mitgliedsuniversitäten befinden sich im Mittleren Westen der USA, zwischen Nebraska im Westen bis nach New Jersey im Osten. Die Konferenz ist ein Teil der Division I der National Collegiate Athletic Association (NCAA). Die Hochschulen sind auch Teil der Big Ten Academic Alliance (ehemalige Committee on Institutional Cooperation), eins der führenden akademischen Konsortien. Trotz des Namens der Konferenz besteht die Konferenz aus 18 Hochschulen, seit 1993 die Pennsylvania State University, 2011 die University of Nebraska-Lincoln, 2014 die University of Maryland, College Park und die Rutgers University und 2024 die University of California, Los Angeles (UCLA), die University of Oregon, die University of Southern California (USC) und die University of Washington beitraten.
17 der 18 Mitglieder der Big Ten Conference sind gleichzeitig in der Association of American Universities Mitglied (die Ausnahme ist die University of Nebraska-Lincoln), eine prestigereiche Sammlung von 71 Forschungsinstitutionen. Die Liga ist auch unter allen Sportkonferenzen führend in der Summe, die von den Mitgliedsinstitutionen für wissenschaftliche Forschung jährlich ausgegeben wird.
Wettbewerbe werden in dieser Liga in folgenden Sportarten ausgetragen: Baseball, Basketball, Eishockey, Geländelauf, Football, Golf, Gymnastik, Hockey, Lacrosse, Leichtathletik, Rudern, Fußball, Softball, Schwimmen und Wasserspringen, Tennis, Volleyball (nur für Frauen) und Ringen.

## Geschichte
Am 11. Januar 1895 trafen sich sieben Universitätspräsidenten aus dem Mittleren Westen im Palmer House Hotel in Chicago, um über die Regulierung und Kontrolle des zwischenuniversitären Sports zu diskutieren. Unter Führung von James H. Smart, dem Präsidenten der Purdue University, vereinbarten sie die Grundlagen der im nächsten Jahr gegründeten „Intercollegiate Conference of Faculty Representatives“, besser bekannt als Big Ten Conference.
Bereits 1895 wurde ein Plan für die Kontrolle und Verwaltung der College-Sportler durch ernannte Repräsentanten der Fakultäten entworfen. Die erste bekanntgewordene Tat der Präsidenten beschränkte die Auswahl der Athleten auf Vollzeitstudenten, die nicht nachlässig in ihren Studien waren. Dies sollte das damals bestehende Problem der Teilnahme von professionellen Sportlern und Nicht-Studenten an den Sportveranstaltungen der Universitäten beheben.
Die Big Ten Conference wurde 1896 als Intercollegiate Conference of Faculty Representatives ins Leben gerufen. Zu den Gründungsmitgliedern gehörten sechs noch heute teilnehmende Universitäten ebenso wie die University of Chicago. Erstmals als „Big Nine“ wurde die Konferenz 1899 nach dem Beitritt von Iowa und Indiana bezeichnet, die erste Erwähnung als „Big Ten“ geschah 1917, als Michigan nach 9-jähriger Abwesenheit wieder beitrat; Ohio State war 1912 hinzugekommen.
Erneut zur „Big Nine“ wurde die Konferenz mit dem Austritt von Chicago 1946; die University of Chicago hatte 1939 sein Football-Programm unterbrochen und nach dem Zweiten Weltkrieg entschieden, den Universitätssport weniger zu fördern. Bis heute steht Chicago als Mitglied der Committee on Institutional Cooperation in Verbindung zur Big Ten Conference. 1950 trat Michigan State bei und verhalf der Conference wieder zu dem Namen „Big Ten“, Mitgliedsliste und (Spitz-)Name blieben nun für die nächsten 40 Jahre gleich. Erst 1987 wurde die Konferenz, die seitdem als „not-for-profit corporation“ firmiert, offiziell in „Big Ten Conference“ umbenannt, bis dahin hieß sie eigentlich noch immer Intercollegiate Conference of Faculty Representatives und war auch als Western Conference bekannt.
Als Penn State in den frühen 1990ern beitrat, entschied man, den Namen Big Ten beizubehalten; nur das Logo wurde geändert, um den Wechsel zu dokumentieren: Die Zahl 11 wurde in den weißen Bereich des traditionell blauen Schriftzuges „Big Ten“ eingefügt.
Nach dem Beitritt der zuvor unabhängigen Penn State bemühte man sich darum, mit der University of Notre Dame auch die letzte traditionell unabhängige Footballgröße einzubinden und schickte 1999 eine formelle Einladung. Obwohl der Senat den Beitritt befürwortete, stimmte das Board of Trustees dagegen, und Notre Dame schlug die Einladung aus.
Im Jahr 2011 kündigte die Penn State eine eigene Eishockeymannschaft an, die in der Saison 2012/13 vorerst in unabhängiger Organisation spielte. Dies machte jedoch eine Umstrukturierung des Eishockey-Conference-Systems der NCAA nötig, da nun sechs Mitglieder der Big Ten ein Eishockeyteam stellten, wobei sechs als Grenze für die Bildung einer neuen Conference galt. So wurde zur Saison 2013/14 die Central Collegiate Hockey Association aufgelöst, von der die Michigan State University, die University of Michigan sowie die Ohio State University in die Big Ten übertraten. Die University of Minnesota und die University of Wisconsin–Madison (aus der ebenfalls reorganisierten Western Collegiate Hockey Association) und die Penn State vervollständigen die sechs Mannschaften der neuen Conference.
Im Juni 2022 kündigten UCLA und USC an, dass sie die Pac-12 Conference verlassen würden, um sich den Big Ten anzuschließen, wenn der Medienrechtsvertrag dieser Konferenz im Jahr 2024 ausläuft. Im August 2023 gaben zwei weitere Pac-12-Mitglieder, Oregon und Washington, bekannt, dass sie 2024 ebenfalls den Big Ten beitreten würden.

## Mitglieder
| Universität                                  | Ort                                      | Teamname        | gegründet | beigetreten                                                        | Trägerschaft | Studenten |
| -------------------------------------------- | ---------------------------------------- | --------------- | --------- | ------------------------------------------------------------------ | ------------ | --------- |
| University of Illinois                       | Urbana und Champaign, Illinois           | Fighting Illini | 1867      | 1896                                                               | staatlich    | 40.670    |
| Indiana University Bloomington               | Bloomington, Indiana                     | Hoosiers        | 1820      | 1899                                                               | staatlich    | 37.958    |
| University of Iowa                           | Iowa City, Iowa                          | Hawkeyes        | 1847      | 1899                                                               | staatlich    | 38.945    |
| University of Maryland                       | College Park, Maryland                   | Terrapins       | 1856      | 2014                                                               | staatlich    | 37.631    |
| University of Michigan                       | Ann Arbor, Michigan                      | Wolverines      | 1817      | 1896 (inaktiv von 1907 bis 1916)                                   | staatlich    | 39.000    |
| Michigan State University                    | East Lansing, Michigan                   | Spartans        | 1855      | 1950 (Spiele ab 1953)                                              | staatlich    | 45.166    |
| University of Minnesota                      | Minneapolis und Saint Paul, Minnesota    | Golden Gophers  | 1851      | 1896                                                               | staatlich    | 42.481    |
| University of Nebraska                       | Lincoln, Nebraska                        | Cornhuskers     | 1869      | 2011                                                               | staatlich    | 22.973    |
| Northwestern University                      | Evanston, Illinois                       | Wildcats        | 1851      | 1896                                                               | privat       | 13.595    |
| Ohio State University                        | Columbus, Ohio                           | Buckeyes        | 1870      | 1912                                                               | staatlich    | 50.504    |
| University of Oregon                         | Eugene, Oregon                           | Ducks           | 1876      | 2024                                                               | staatlich    | 23.202    |
| Pennsylvania State University                | State College, Pennsylvania              | Nittany Lions   | 1855      | 1990 (Spiele ab 1991 [die meisten Sportarten] und 1993 [Football]) | staatlich    | 41.289    |
| Purdue University                            | West Lafayette, Indiana                  | Boilermakers    | 1869      | 1896                                                               | staatlich    | 38.653    |
| Rutgers University                           | New Brunswick und Piscataway, New Jersey | Scarlet Knights | 1766      | 2014                                                               | staatlich    | 41.565    |
| University of California, Los Angeles (UCLA) | Los Angeles, Kalifornien                 | Bruins          | 1919      | 2024                                                               | staatlich    | 45.900    |
| University of Southern California (USC)      | Los Angeles, Kalifornien                 | Trojans         | 1880      | 2024                                                               | privat       | 49.500    |
| University of Washington                     | Seattle, Washington                      | Huskies         | 1861      | 2024                                                               | staatlich    | 60.081    |
| University of Wisconsin                      | Madison, Wisconsin                       | Badgers         | 1848      | 1896                                                               | staatlich    | 42.000    |

### Assoziierte Mitglieder
| Universität              | Ort                 | Teamname       | gegründet | Sportart                     | Mitgliedszeit               | Trägerschaft | Main-Conference                  | Studenten |
| ------------------------ | ------------------- | -------------- | --------- | ---------------------------- | --------------------------- | ------------ | -------------------------------- | --------- |
| Johns Hopkins University | Baltimore, Maryland | Blue Jays      | 1876      | Lacrosse (Männer und Frauen) | 2014 (Männer) 2016 (Frauen) | privat       | Centennial Conference (Div. III) | 5.066     |
| University of Notre Dame | Notre Dame, Indiana | Fighting Irish | 1842      | Eishockey (Männer)           | 2017                        | privat       | Atlantic Coast Conference        | 12.179    |

### Ehemaliges Mitglied
| Universität           | Ort               | Teamname | gegründet | Mitgliedszeit | Trägerschaft | Studenten |
| --------------------- | ----------------- | -------- | --------- | ------------- | ------------ | --------- |
| University of Chicago | Chicago, Illinois | Maroons  | 1890      | 1896–1946     | privat       | 13.870    |

## Spielstätten der Conference
| Universität    | Footballstadion                   | Kapazität | Basketballstadion             | Kapazität |
| -------------- | --------------------------------- | --------- | ----------------------------- | --------- |
| Illinois       | Memorial Stadium                  | 60.670    | State Farm Center             | 16.618    |
| Indiana        | Memorial Stadium                  | 52.180    | Simon Skjodt Assembly Hall    | 17.456    |
| Iowa           | Kinnick Stadium                   | 70.585    | Carver-Hawkeye Arena          | 15.500    |
| Maryland       | SECU Stadium                      | 51.802    | Xfinity Center                | 17.950    |
| Michigan       | Michigan Stadium                  | 109.901   | Crisler Center                | 13.751    |
| Michigan State | Spartan Stadium                   | 75.005    | Breslin Student Events Center | 16.280    |
| Minnesota      | Huntington Bank Stadium           | 50.805    | Williams Arena                | 14.321    |
| Nebraska       | Memorial Stadium                  | 81.067    | Pinnacle Bank Arena           | 15.147    |
| Northwestern   | Lanny and Sharon Martin Stadium 1 | 12.000    | Welsh-Ryan Arena              | 8.117     |
| Ohio State     | Ohio Stadium                      | 102.329   | Value City Arena              | 19.500    |
| Oregon         | Autzen Stadium                    | 54.000    | Matthew Knight Arena          | 12.364    |
| Penn State     | Beaver Stadium                    | 107.282   | Bryce Jordan Center           | 15.261    |
| Purdue         | Ross-Ade Stadium                  | 57.236    | Mackey Arena                  | 14.846    |
| Rutgers        | SHI Stadium                       | 52.454    | Jersey Mike’s Arena           | 8.000     |
| UCLA           | Rose Bowl                         | 80.816    | Pauley Pavilion               | 13.800    |
| USC            | Los Angeles Memorial Coliseum     | 77.500    | Galen Center                  | 10.258    |
| Washington     | Husky Stadium                     | 70.083    | Hec Edmundson Pavilion        | 10.000    |
| Wisconsin      | Camp Randall Stadium              | 76.057    | Kohl Center                   | 17.190    |

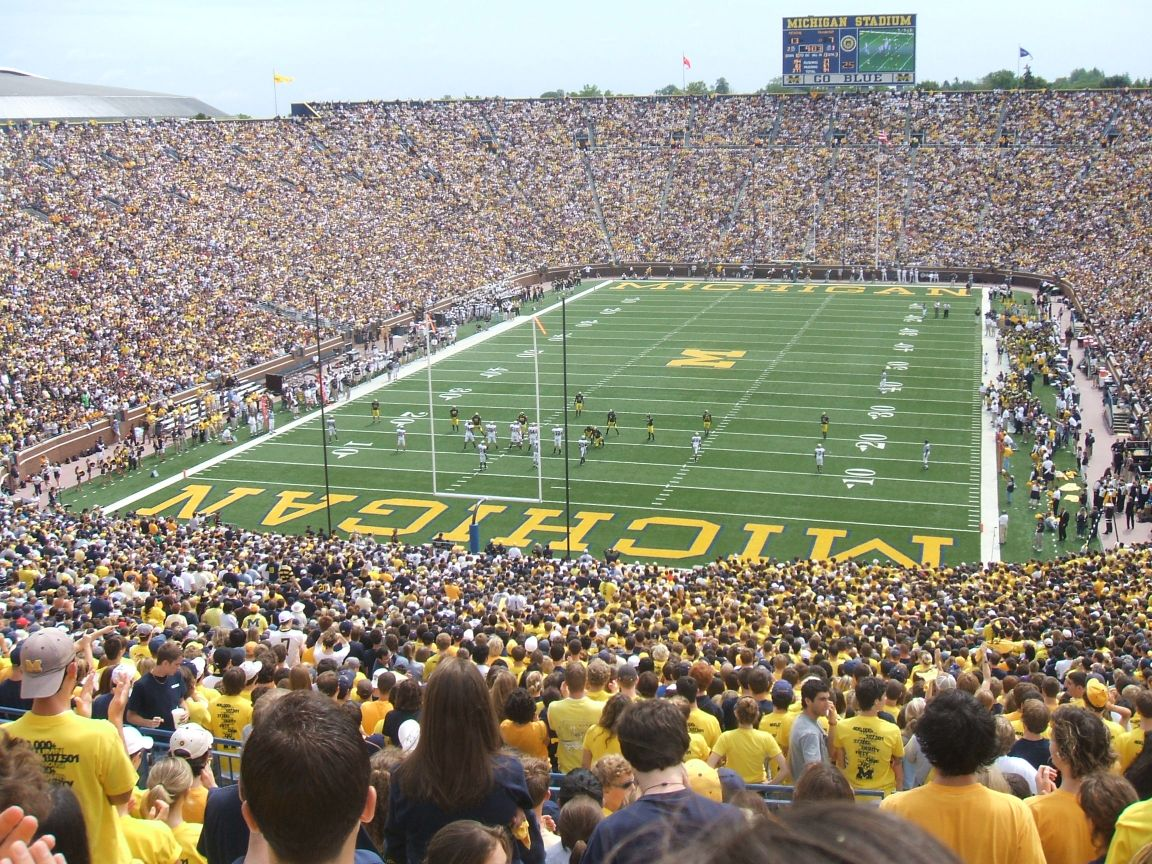
Michigan Stadium in Ann Arbor

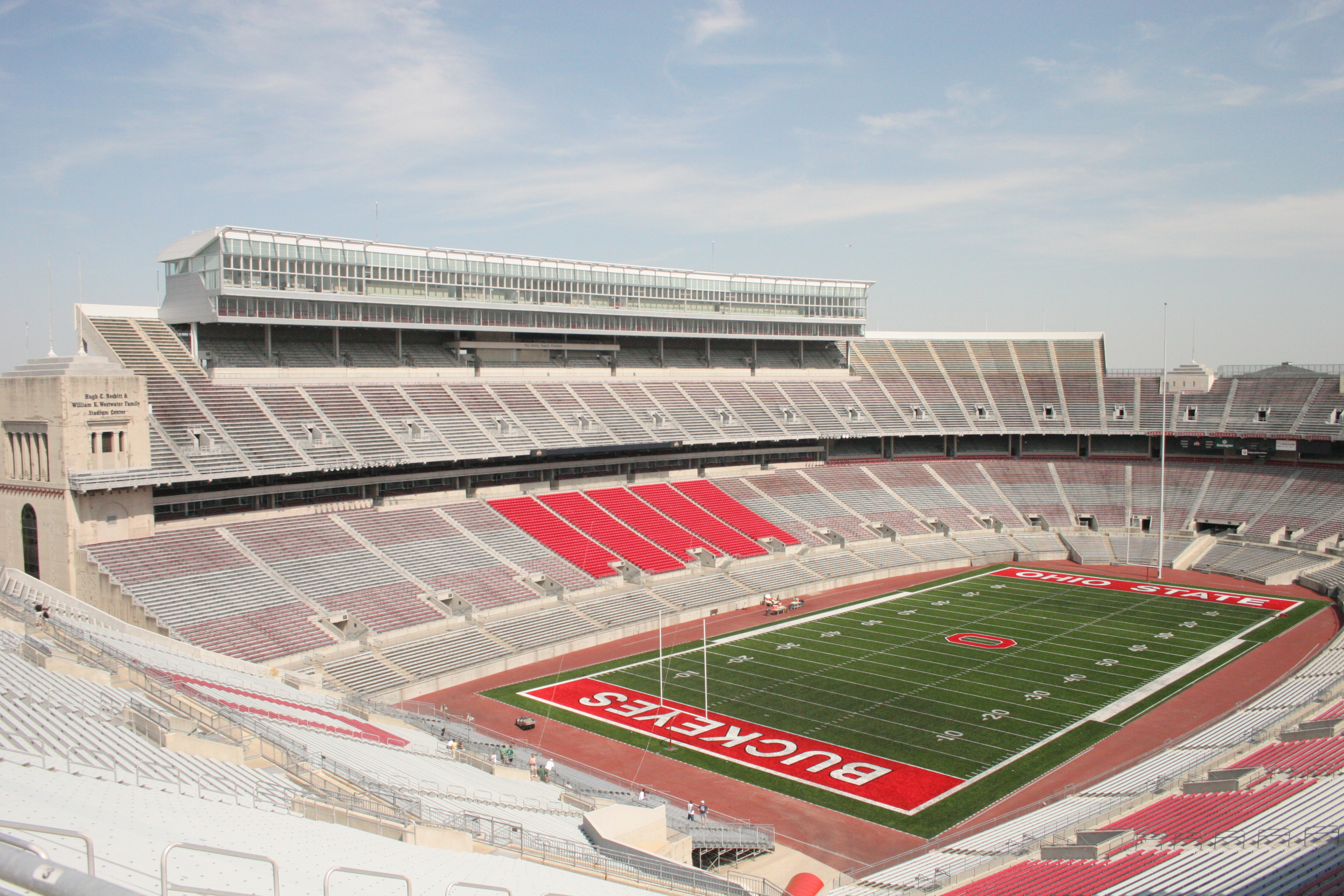
Ohio Stadium in Columbus

1 Temporäres Stadion, das in den Football-Saisons 2024 und 2025 nach dem Abriss des ursprünglichen Ryan Field genutzt wird. Ein neues Ryan Field (Kapazität 35.000) wird 2026 auf dem Gelände des ursprünglichen Stadions eröffnet.